# Zaglyptogastra plumosa
Zaglyptogastra plumosa är en stekelart som först beskrevs av Kirby 1896.  Zaglyptogastra plumosa ingår i släktet Zaglyptogastra och familjen bracksteklar. Inga underarter finns listade i Catalogue of Life.